# Smicridea catherinae
Smicridea catherinae är en nattsländeart som beskrevs av Roger J. Blahnik 1995. Smicridea catherinae ingår i släktet Smicridea och familjen ryssjenattsländor. Inga underarter finns listade i Catalogue of Life.